# جیمی لین سیگلر
جِیمی لین سیگلر (انگلیسی: Jamie-Lynn Sigler؛ زادهٔ ۱۵ مهٔ ۱۹۸۱) یک هنرپیشه و خواننده اهل ایالات متحده آمریکا است. وی از سال ۱۹۹۷ میلادی تاکنون مشغول فعالیت بوده است.

## فیلم‌شناسی
از فیلم‌ها یا برنامه‌های تلویزیونی که وی در آن نقش داشته است می‌توان به سریال سوپرانوز و کشتی شکسته عشق اشاره کرد.